# 2-я Парковая улица
2-я Па́рковая у́лица (с 1939 года до 18 ноября 1949 года — 2-й Па́рковый прое́зд) — улица, расположенная в Восточном административном округе города Москвы на территории района Измайлово.

## История
Улица получила современное название как одна из 16 номерных Парковых улиц, ведущих с севера к Измайловскому парку. С 1939 года до 18 ноября 1949 года называлась Второ́й Па́рковый прое́зд.

## Расположение
2-я Парковая улица проходит от Измайловского проспекта на север, пересекает Заводской проезд, поворачивает на северо-запад, пересекает Первомайскую улицу и оканчивается, не доходя до 1-й Прядильной улицы. Нумерация домов начинается от Измайловского проспекта.

## Транспорт

### Наземный транспорт
По 2-й Парковой улице не проходят маршруты наземного общественного транспорта. У южного конца улицы, на Измайловском проспекте, расположена остановка «Метро „Измайловская“» автобусов 34, 34к, 223, на Первомайской улице — остановка «3-я Парковая улица» трамваев 11, 12, 34, автобусов 34, 223, т22, н3 (восточнее 2-й Парковой улицы).

### Метро
- Станция метро «Измайловская» Арбатско-Покровской линии — у южного конца улицы, на Измайловском проспекте